# Ronchin
 Ronchin  es una población y comuna francesa, en la región de Norte-Paso de Calais, departamento de Norte, en el distrito de Lille y cantón de Lille-Sud-Est.

## Demografía
| 836                       | 752 | 875 | 1 007 | 1 326 | 1 425 | 1 460 | 1 565 | 1 634 | 1 710 | 1 780 | 1 990 | 2 204 | 2 415 | 2 650 | 2 906 | 3 163 | 3 513 | 4 245 | 4 785 | 5 561 | 5 821 | 6 746 | 7 815 | 8 799 | 8 775 | 9 763 | 11 455 | 14 030 | 15 319 | 17 367 | 17 937 | 17 999 | 18 614 |
| (Fuente: INSEE y Cassini) |     |     |       |       |       |       |       |       |       |       |       |       |       |       |       |       |       |       |       |       |       |       |       |       |       |       |        |        |        |        |        |        |        |